# Thematurnier
Als Thematurnier bezeichnet man im Schachspiel einen Wettkampf, in dem einige Züge der Eröffnung als Thema vorgegeben sind. In der Schachkomposition wird bei einem Thematurnier der Inhalt der Komposition als Thema vorgegeben.

## Schachpartie

### Turnierschach
Zu Beginn jeder Partie ist die vorher festgelegte Eröffnungsstellung aufgebaut, von der dann weitergespielt wird.
Thematurniere sind vor allem für Liebhaber des Gambitspiels und bestimmter selten gespielter Eröffnungen interessant. Vor allem auf Amateurniveau wird das Thema des Turniers bis kurz vor Beginn geheim gehalten. Viele Spieler schätzen dann die Tatsache, dass durch intensive Eröffnungsvorbereitungen kein Vorteil zu erzielen ist, sondern von Beginn an alle Züge berechnet werden müssen und so alle Spieler mit gleichen Voraussetzungen starten. Um Spielstärkeunterschiede zwischen den Teilnehmern auszugleichen, ist es aber auch möglich, die Eröffnungen vorher bekanntzugeben, um den schwächeren Spielern eine gezielte Vorbereitung zu ermöglichen. Dieses Verfahren wurde zum Beispiel beim CAP Gemini Turnier in Utrecht 1986 angewandt, bei dem sechs Profispieler gegen zwölf niederländische Amateure antraten.

### Fernschach
Um demgegenüber bestimmte, meist komplizierte und scharfe Eröffnungsvarianten genauer zu untersuchen, sind aufgrund der langen Bedenkzeit und der damit verbundenen Analysemöglichkeiten Thematurniere im Fernschach verbreitet.

### Computerschach
Thematurniere werden auch im Computerschach durchgeführt, um die Spielstärke von Schachprogrammen unabhängig von ihren Eröffnungsbüchern zu testen. Dazu werden mehrere ausgeglichene Stellungen vorgegeben, die eine möglichst große Bandbreite unterschiedlicher Stellungstypen abdecken. Ein bekanntes Testset stammt von John Nunn.

### Geschichte
Die ersten Thematurniere waren die Gambitturniere, mit denen zu Beginn des 20. Jahrhunderts experimentiert wurde. Vorgeschrieben waren dabei bestimmte Gambiteröffnungen. So war bei dem sehr gut besetzten Wiener Gambitturnier 1903 (Sieger Michail Tschigorin vor Frank Marshall und Georg Marco) für alle Partien das angenommene Königsgambit (1. e2–e4 e7–e5 2. f2–f4 e5xf4) festgelegt. Weitere bedeutende Gambitturniere fanden im Jahr 1912 in Abbazia (heute Opatija) und 1914 in Baden bei Wien statt.
Großmeister waren an späteren Thematurnieren nur selten beteiligt. Unterdessen bewahrten die Anhänger der Gambiteröffnungen das Interesse an Thematurnieren. Im Falle des Blackmar-Diemer-Gambits wurden zwischen 1968 und 1975 bzw. von 1979 bis 1983 spezielle Fernschach-Weltturniere ausgetragen. Des Weiteren gab es derartige Turniere u. a. auch beim Traxler-Gegenangriff.
Thementurniere können auch zu Ehren bekannter Spieler abgehalten werden, wobei von ihnen bevorzugte Eröffnungen vorgegeben werden. Bekanntestes Beispiel ist das Polugajewski-Turnier in Buenos Aires 1994, bei dem alle Partien mit der Sizilianischen Verteidigung beginnen mussten.

## Schachkomposition
Streng genommen ist das Thema einer Schachkomposition ihr hauptsächlicher Inhalt, ähnlich wie in der Kunst, zum Beispiel in der Musik. Zu einem Thematurnier sind formal sämtliche Kompositionen zugelassen, die den für das Turnier vorgegebenen Inhalt als Minimalanforderung zeigen. Es ist üblich, dieses Thema mit weiteren Inhalten anzureichern. Wünschenswert ist eine Häufung des vorgegebenen Themas, zum Beispiel in mehreren Phasen (Varianten in der Lösung, Mehrlinge, Einbeziehung von Verführungen, Satzspiel usw.).
Mitunter werden wie bei konventionellen Kompositionsturnieren zusätzliche Einschränkungen an die Form der Schachkomposition (Gattung, Beschränkungen auf bestimmtes Figurenmaterial oder Ausschluss von bestimmen Bedingungen wie Zeroposition, Märchenschach usw.) getroffen.